# Sojusznicza Rada Kontroli Niemiec

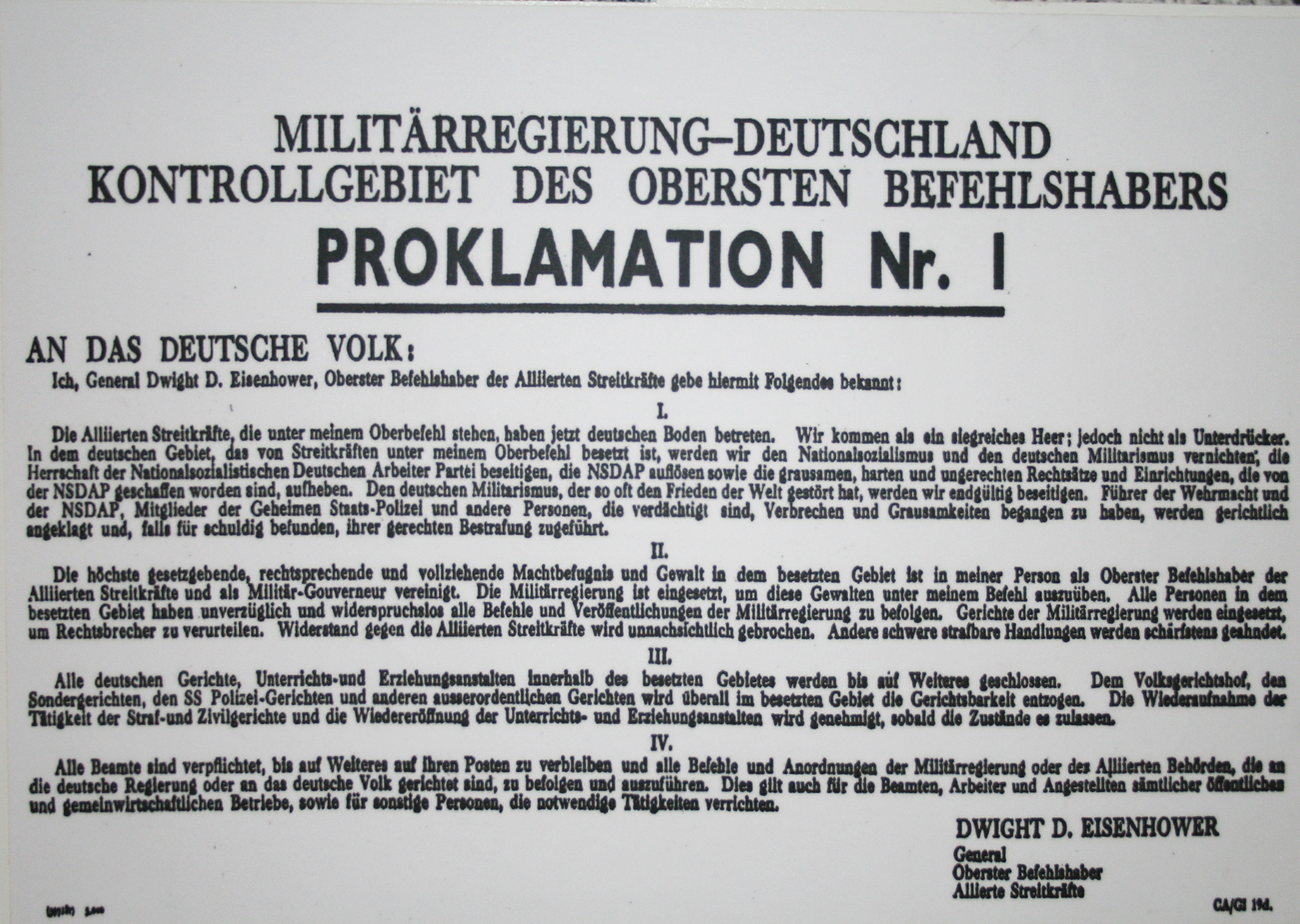
Proklamacja nr 1 gen. Eisenhowera do Narodu Niemieckiego, marzec 1945

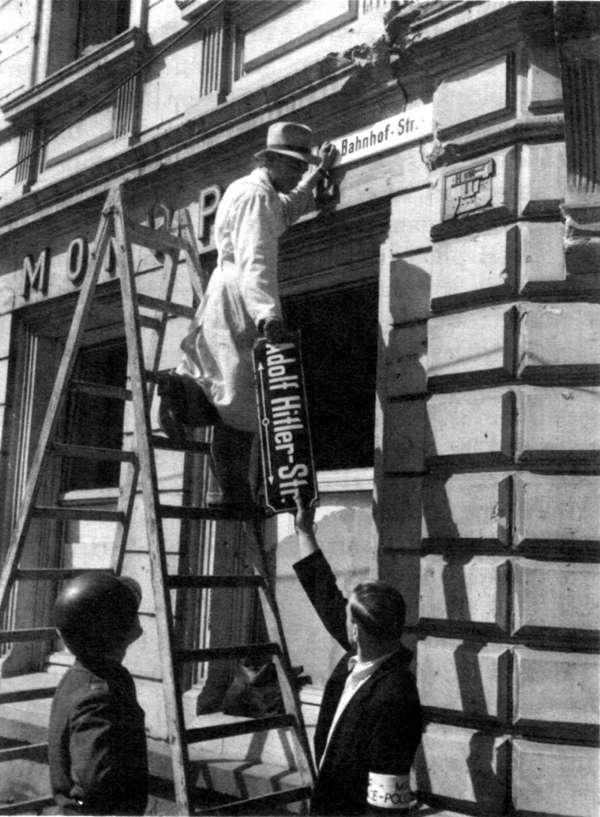
Denazyfikacja w działaniu. Zmiana nazw ulic

Sojusznicza Rada Kontroli Niemiec (niem. Alliierter Kontrollrat für Deutschland, ang. Allied Control Council for Germany, fr. Conseil de Contrôle en Allemagne, ros. Союзный Контрольный совет в Германии, Sojuznyj Kontrolnyj Sowiet w Giermanii) – organ wojskowy z siedzibą w Berlinie istniejący w latach 1945–1991, działający regularnie w okresie sierpień 1945 – marzec 1948, sprawujący władzę zwierzchnią (suwerenną) na terytorium pokonanych i okupowanych Niemiec (w granicach z 1937), w imieniu rządów czterech mocarstw koalicji antyhitlerowskiej – Stanów Zjednoczonych, Wielkiej Brytanii, Francji i Związku Radzieckiego. Był najwyższym organem prawodawczym i administracyjnym działającym po 1945 r. na terenie okupowanych Niemiec jako całości. Siedzibą Rady był Berlin, a jej pierwotny skład stanowili czterej głównodowodzący wojsk koalicyjnych.

## Skład
Pierwotnymi reprezentantami mocarstw w Sojuszniczej Radzie Kontroli Niemiec byli: gen. Dwight Eisenhower (Stany Zjednoczone), marsz. Bernard Montgomery (Wielka Brytania), marsz. Gieorgij Żukow (Związek Radziecki) i gen. Jean de Lattre de Tassigny (Francja).

## Powstanie
Powołanie Sojuszniczej Rady Kontroli Niemiec zostało przewidziane na konferencji jałtańskiej w lutym 1945. Po bezwarunkowej kapitulacji niemieckiego Wehrmachtu (7 maja 1945) władzę w Rzeszy Niemieckiej sprawował w dalszym ciągu prezydent Rzeszy admirał Karl Dönitz oraz mianowany przez niego rząd, na którego czele stanął Lutz Schwerin von Krosigk. Pod naciskiem ZSRR członkowie tych władz zostali jednak aresztowani przez Brytyjczyków 23 maja 1945.
Było to wydarzenie sprzyjające ogłoszeniu 5 czerwca 1945 deklaracji czterech głównodowodzących alianckich o objęciu władzy najwyższej w stosunku do Niemiec; stwierdzono w niej m.in.:
- całkowitą klęskę III Rzeszy,
- winę Niemiec za rozpętanie wojny oraz ich bezsilność wobec zwycięzców,
- brak rządu niemieckiego zdolnego do wykonywania swoich obowiązków,
- przejęcie władzy najwyższej nad Niemcami przez rządy zwycięskich mocarstw (sprawowanej dotychczas przez rząd niemiecki),
- uregulowanie w przyszłości sytuacji prawnej Niemiec.

Tego samego dnia głównodowodzący wydali także oświadczenie o podziale Niemiec na strefy okupacyjne i formie zarządzania. Według tego oświadczenia Niemcy (w granicach z 1937) zostały podzielone na 4 strefy okupacyjne, a Berlin – na cztery sektory. Głównodowodzący stawali się gubernatorami wojskowymi stref okupacyjnych. Każdy z gubernatorów miał zarządzać swoją strefą, a całym krajem – Sojusznicza Rada Kontroli Niemiec. Uchwały Rady miały zapadać jednomyślnie, a przewodnictwo w Radzie powinno być sprawowane rotacyjnie (miesięczna kadencja każdego gubernatora).
Obydwa powyższe dokumenty doprowadziły do likwidacji centralnych organów władzy Rzeszy Niemieckiej oraz do utraty przez Niemcy suwerenności państwowej.
Obradująca pod koniec sierpnia 1945 konferencja poczdamska ustaliła szczegółowe zadania dla Rady: przeprowadzenie w Niemczech demilitaryzacji, denazyfikacji i demokratyzacji społeczeństwa, dekartelizacji gospodarki oraz decentralizacji administracji i przywrócenie samorządu terytorialnego.
Rada zbierała się trzy razy w miesiącu w gmachu sądu (niem. Kammergericht) przy Elßholzstr. 30-31 w amerykańskim sektorze Berlina. Przewodniczący Rady zmieniali się co miesiąc, a jej zebrania miały charakter formalny, gdyż wszystkie istotniejsze decyzje zapadały na szczeblu rządów i były przez Radę tylko proklamowane.
Przy Radzie akredytowały się misje wojskowe Australii, Afryki Płd., Belgii, Brazylii, Chin, Czechosłowacji, Danii, Grecji, Holandii, Indii, Jugosławii, Kanady, Luksemburga, Norwegii i Polski.

## Działalność
W trakcie 32 miesięcy swej działalności Rada uchwaliła m.in. następujące proklamacje i ustawy:
- o uzbrojeniu policji niemieckiej (6 października 1945)
- o likwidacji organizacji związanych z pełnieniem władzy przez Adolfa Hitlera i jego aparat polityczny (10 października 1945) – jedna z tych organizacji (NSDAP) została rozwiązana już w maju 1945 przez Prezydenta Rzeszy Karla Dönitza
- o zakazie szkolenia wojskowego w Niemczech (1945)
- o ukaraniu osób winnych zbrodni wojennych, zbrodni przeciw ludzkości i przeciw pokojowi (20 grudnia 1945)
- o usunięciu członków NSDAP i SS z urzędów (12 stycznia 1946)
- o utworzeniu rad zakładowych w przedsiębiorstwach niemieckich (10 kwietnia 1946)
- o kontroli niemieckich badań naukowych (1946)
- o zniesieniu państwa pruskiego jako nosiciela militaryzmu i reakcji w Niemczech (25 lutego 1947)[a].

Uchwała Rady z dnia 20 listopada 1945 zawierała plan przesiedlenia ludności niemieckiej z Czechosłowacji, Polski i Węgier do stref okupacyjnych.

## Epilog
Powołanie 1 stycznia 1947 Bizonii, z połączenia amerykańskiej i brytyjskiej strefy okupacyjnej, oraz przywrócenie w 1948 marki niemieckiej, spowodowało, że Rada faktycznie straciła rację bytu, ponieważ Związek Socjalistycznych Republik Radzieckich uznał te działania za pogwałcenie porozumień poczdamskich. 20 marca 1948 marsz. Wasilij Sokołowski po raz ostatni wziął udział w jej obradach. Odtąd Sowieci uważali działalność Rady za zawieszoną, aż do jej posiedzeń w latach 1971 i 1990. Alianci zachodni w miejsce zawieszonej Rady utworzyli dla swoich stref okupacyjnych (Trizonia) w 1949 roku Wysoką Komisję Aliancką, działającą do 1955 r.
W okresie zawieszenia, jedyną utrzymaną przez Radę działalnością był wspólny nadzór nad Berlińskim Centrum Bezpieczeństwa Powietrznego (BASC) oraz więzieniem w Berlin-Spandau. Rada po raz ostatni obradowała 2 października 1990 w celu wyrażenia zgody na włączenie podzielonego dotąd Berlina do zjednoczonych Niemiec i odzyskanie przez to miasto statusu stolicy, natomiast formalnie została rozwiązana dopiero wraz z wejściem w życie 15 marca 1991 r. Traktatu o ostatecznym uregulowaniu w odniesieniu do Niemiec.